# Mildura Rural City
Koordinaten: 34° 11′ S, 142° 9′ O

Die Rural City of Mildura ist ein lokales Verwaltungsgebiet (LGA) im australischen Bundesstaat Victoria um die Stadt Mildura. Das Gebiet ist 22.2082,5 km² groß und hat etwa 54.000 Einwohner. Es ist die nach Fläche größte LGA Victorias und nimmt fast 10 % des gesamten Staatsgebiets ein.
Die Landgemeinde Mildura liegt etwa 550 km entfernt von der Hauptstadt Melbourne im äußersten Nordwesten von Victoria und enthält folgende Ortschaften: Lindsay Point, Cullulleraine, Mildura, Merbein, Meringur, Werrimull, Merrinee, Red Cliffs, Nangiloc, Hattah, Irymple, Murrayville, Underbool, Walpeup, Ouyen und Mittyack. Der Sitz des Rural City Councils befindet sich in der Stadt Mildura im Nordosten der LGA an der Grenze zu New South Wales, wo etwa 33.000 Einwohner leben.
Begonnen hat die Besiedlung des Gebiets Ende des 19. Jahrhunderts, als die Chaffey-Brüder aus Kanada mittels Bewässerungssystemen die Gegend am Fluss Murray landwirtschaftlich nutzbar machten. Wirtschaftliche Rezession und Kaninchenplagen sowie das Klima allgemein machten die Anfänge schwierig.
Das Gebiet, das zur Mallee-Region gehört, ist das trockenste und heißeste Gebiet Victorias. Stellenweise fallen hier nur 240 mm Niederschlag pro Jahr und die Temperaturen steigen im Sommer häufig auf über 40 °C, im Winter werden aber auch Minustemperaturen erreicht. Der südöstliche Teil der Rural City wurde für den Anbau von Getreide, vor allem Gerste und Weizen, nutzbar gemacht. Im als Sunraysia bekannten Norden am Murray River werden Südfrüchte und Trauben produziert.
Der Weinanbau um Mildura und Red Cliffs hat einen wesentlichen Anteil an der Gesamtweinproduktion Australiens. Hier produziert unter anderem Lindemans, ein Großexporteur, der auch große Mengen nach Europa liefert.

## Verwaltung
Der Mildura Rural City Council hat neun Mitglieder, die von den Bewohnern der LGA gewählt werden. Mildura ist nicht in Bezirke untergliedert. Aus dem Kreis der Councillor rekrutiert sich auch der Mayor (Bürgermeister) des Councils.